# Atzitzintla (kommun)
Atzitzintla är en kommun i Mexiko.   Den ligger i delstaten Puebla, i den sydöstra delen av landet, 200 km öster om huvudstaden Mexico City.
Följande samhällen finns i Atzitzintla:
- Atzitzintla
- Santa Cruz Texmalaquilla
- Santa Cruz Cuyachapa
- San Juan Huiloapan
- Plan del Capulín
- Toluca
- San José el Despacho
- San Manuel de la Sierra